# 新加坡女性名人堂
新加坡女性名人堂（Singapore Women's Hall of Fame）是新加坡設立的一个虚拟名人堂，旨在表彰和记录新加坡历史上具有重要意义的女性人物。新加坡女性名人堂由新加坡妇女组织理事会創辦。新加坡女性名人堂的榮譽共分13個領域。

## 历史
新加坡女性名人堂于2014年3月14日启动，當時由許通美领导的五人遴选委员会从200多名被提名者中选出了108名入选者。新加坡总统陈庆炎和他的妻子作为主宾出席了启动仪式，并在启动晚会上向入選者颁奖。 2015年，在當年的国际妇女节，又有11名女性入选。新加坡國會議長哈莉玛·雅各布为入选者颁奖。 当月，新加坡富麗敦酒店与新加坡女性名人堂合作举办了一场摄影展，展出108名入选者的照片。
新加坡女性名人堂接受公众提名候選者，一般來說入選新加坡女性名人堂的人是已去世人物。 